# Наркоманія
Наркоманія (від грец. narke — заціпеніння, сон, і грец. mania — божевілля, пристрасть, потяг; англ. substance dependence, drug dependence) — група хвороб, які виникають внаслідок систематичного вживання речовин у зростаючій кількості. Вони включені до офіційного списку наркотиків. Цей поділ зумовлений переважно правовими, а не медичними чинниками, оскільки з клінічних позицій наркоманія та токсикоманія мають схожі патогенетичні механізми. Проявами наркоманії є психічна і фізична залежність від цих речовин, а також розвиток абстиненції при припиненні їхнього вживання. Часто для позначення цього стану використовується термін «наркозалежність».
Випадки епізодичного чи помірного вживання ряду речовин наркотичної чи стимулюючої дії без розвитку залежності від них мають назву «наркотизму» або «періодичної наркотизації».
Оскільки клінічні прояви окремих форм наркоманій залежать від особливостей наркотичної речовини, яка є предметом зловживання, то цей термін часто використовують у множині — наркоманії. У кожному конкретному випадку для характеристики окремої форми наркоманії використовується прикметник, наприклад, морфінна наркоманія (морфінізм), кокаїнова, гашишна тощо.
Наркозалежність — непереборний потяг, пов'язаний з психічною (психологічною), а інколи фізичною (фізіологічною) залежністю від наркотиків.
Розрізняють позитивну прихильність — вживання наркотику для досягнення приємного ефекту (ейфорія, відчуття бадьорості, підвищений настрій) і негативну прихильність — вживання наркотику для того, щоб позбутися поганого самопочуття. Фізична залежність означає тяжкі й навіть болючі відчуття, хворобливий стан при перериванні постійного вживання наркотиків (так званий абстинентний синдром, ломка). Від цих відчуттів рятує поновлення вживання наркотиків.
Наркозалежність містить циркадний компонент, що може використовуватися для ефективного лікування хвороби.

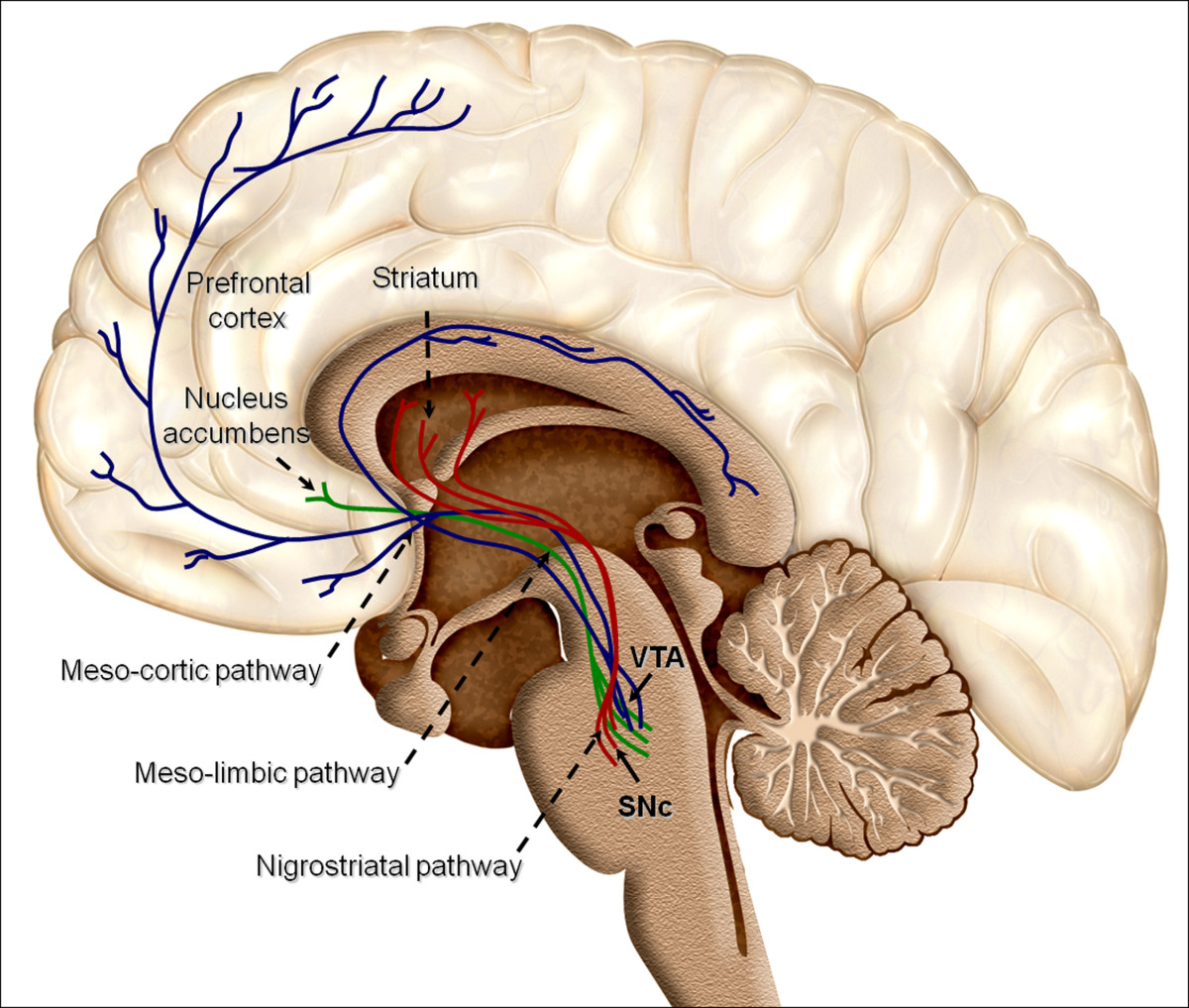
Показ системи винагород людського мозку, патологічна сенсибілізація якої відіграє центральну роль у розвитку залежності. Осердям системи є позначений зеленим шлях сигналу від області tegmentalis ventralis (VTA) до прилеглого ядра.

## Класифікація наркологічних захворювань
Наркоманії належать до прогредієнтних захворювань, тобто таких, які поступово ускладнюються нашаруванням психічних та соматоневрологічних захворювань.
1999 року в Україні офіційно впроваджено в дію міжнародну класифікацію хвороб десятого перегляду (МКХ-10), яка крім стандартизації даних всесвітньої медичної статистики має свої переваги та особливості в процесі клінічного застосування.
Згідно з МКХ-10, усі види залежності від психоактивних речовин (ПАР) кодуються в рамках діагностичного модуля F10 F19, що об'єднує «Психічні та поведінкові розлади внаслідок вживання психоактивних речовин».
Цей розділ охоплює досить різноманітні психічні розлади, тяжкість яких помітно варіює (від неускладненого сп'яніння та вживання зі шкідливими наслідками до виражених психотичних розладів і деменції), але при цьому всі вони можуть бути пояснені вживанням однієї чи декількох психоактивних речовин.
З погляду соціології наркоманія є однією з форм девіантної поведінки, тобто поведінки, яка відхиляється від загальновизнаних моральних норм.

## Види наркотиків

Потенціал залежності та рівень шкоди різних психотропних речовин; за Девідом Наттом (2007)

Список речовин, здатних викликати токсикоманії, дуже великий і розширюється у міру синтезу нових лікарських препаратів.
Найпоширенішими видами наркоманії є алкоголізм (пристрасть до напоїв, що містять етиловий спирт) і тютюнопаління (пристрасть до нікотину).
Також поширене вживання наркотиків на основі конопель (гашиш, марихуана), маку (опіум, морфін, героїн), коки (кокаїн) та багатьох інших.

## Причини виникнення і розвитку наркоманії
Серед причин виникнення й розвитку наркоманії найчастіше називають особливості характеру, психічні і фізичні розлади, вплив різних соціальних чинників. Нерідкими є також випадки виникнення наркоманії серед хворих, змушених тривалий час приймати наркотичні речовини в медичних цілях. Багато лікарських засобів, які застосовуються в офіційній медицині (переважно снодійні, заспокійливі і знеболювальні), можуть викликати важкі форми наркотичної залежності, що є серйозною проблемою їхнього застосування. В деяких країнах вживання наркотиків пов'язано з певними релігійними і культурними традиціями (жування індіанцями листя коки, паління гашишу в країнах сходу).
В Європі та Америці наркоманія набула широкого поширення під час молодіжної культурної революції 1960-х років. Саме з цього часу це явище стало серйозною соціальною проблемою.

## Діагностика
Традиційні методи ґрунтуються на аналізі слини і крові; розроблено аналіз на основі відбитків пальців.
Коли людина вживає кокаїн, організм виводить метаболіти — бензоілекгонін і метілекгонін — і ці речовини можна виявити на відбитках пальців.

## Профілактика
Боротьба з наркоманією ведеться передусім на законодавчому рівні: практично в усіх країнах передбачені жорсткі кримінальні санкції за виробництво і розповсюдження наркотичних речовин. Тим часом силові заходи не усувають причин наркоманії. Величезне значення має широка пропаганда здорового способу життя, життя без наркотиків. Але більшість дослідників проблеми все ж схиляються до думки, що набагато дієвіше (й важче) забезпечити в суспільстві соціальні умови, що не сприяли б зловживанню наркотиками. Особливо це стосується головної групи ризику — молоді.

## Лікування
Залежність від психоактивних речовин (наркотиків) — це хронічне захворювання, що проявляється в непереборному бажанні вживати наркотичні речовини, попри негативні соціально-медичні наслідки. Відповідно до сучасних досліджень, залежність від психоактивних речовин (ПАР) є захворюванням центральної нервової системи: біохімія в активних центрах (рецепторах) мозку змінюється так, що потреба в наркотичних речовинах стає біологічно зумовленою і дуже сильною. Важливо розуміти, що наркозалежність є хронічною недугою, а не гострим станом, а отже підходи до лікування мають враховувати особливості перебігу саме хронічних захворювань.
Тривалість повного курсу лікування від наркозалежності визначається винятково індивідуально й має становити не менше одного місяця. Вилікувати залежність, залишивши пацієнта в його звичайному середовищі з тим самим колом спілкування, практично неможливо. Таким чином, довгострокова ізоляція — одна зі складових ефективності терапії. Застосовувані в спеціалізованих клініках методики дієві лише при активній позиції самого хворого. Але й у таких випадках після одужання частими є рецидиви. Також були марними всі зусилля по боротьбі з виробництвом і збутом наркотиків.
Ефективним методом лікування осіб із психічними та поведінковими розладами внаслідок вживання опіоїдів (ін'єкційних наркотиків) є замісна підтримувальна терапія (ЗПТ). Це визнаний у світі та найбільш економічно вигідний метод. Зазвичай для ЗПТ використовують препарати метадону гідрохлорид (methadone hydrochloride) та бупренорфіну гідрохлорид (buprenorphine hydrochloride).
Слід зауважити, що Всесвітня організація охорони здоров'я (ВООЗ) додала обидва препарати до свого Базового переліку основних лікарських засобів, а в 2017 році випустила настанови, де всім країнам рекомендовано зробити ЗПТ основним напрямком лікування людей, що мають залежність від опіоїдів
Доведено, що участь у програмі ЗПТ має значні переваги:
- зменшення вживання заборонених опіоїдів;
- зниження рівня злочинності, пов'язаної зокрема з потребою здобуття грошей на придбання нелегальних наркотиків;
- зменшення смертності у результаті передозувань та передчасної смертності, що пов'язана із вживанням наркотиків (серцево-судинні захворювання, сепсис тощо);
- покращення соціального функціонування (працевлаштування, відновлення зв'язків, батьківських обов'язків тощо);
- зменшення ризикованої поведінки, пов'язаної з поширенням ВІЛ-інфекції, гепатитів B і C серед людей, які вживають наркотики ін'єкційно, покращення профілактики передавання ВІЛ від матері до дитини;
- створення умов для ефективного лікування СНІДу, туберкульозу і супутніх захворювань (сепсис, гнійні інфекції, гепатити B і С, трофічні виразки, флебіти);
- покращення соматичне здоров'я пацієнтів.

У країнах, де епідемія ВІЛ/СНІДу поширюється насамперед завдяки ін'єкційному споживанню наркотиків, головним чинником, що може вплинути на її зупинення, є лікування наркозалежності з використанням препаратів ЗПТ.
Одна з дійсно дієвих нерелігійних програм лікування від наркоманії в Україні пропонується Товариством «Анонімні Наркомани». Товариство АН запозичило свою програму у Спільноти Анонімні Алкоголіки і вже понад 60 років Програма АН працює для мільйонів залежних у всьому світі. Товариство АН засноване у 1953 році і нині працює у 144 країнах світу та проводить понад 70 000 зібрань на тиждень. В Україні Товариство «Анонімні Наркомани» розпочало свою роботу у 1991 році. На серпень 2021 року проходить більше ніж 340 зібрань АН на тиждень у 46 містах України. Участь у Товаристві АН цілком безкоштовна та ґрунтується на допомозі одного залежного іншому. Для членства в АН не існує ніяких соціальних, релігійних, расових, національних, статевих або класових обмежень.

## Наркоманія в Україні
За оцінками незалежних експертів, кількість наркозалежних в Україні — 1,5-2 мільйона осіб, що в десятки разів перевищує різні офіційні цифри. 2010 року МВС констатувало, що кожен із семи тяжких злочинів вчинено у сфері обігу наркотиків.
Того ж року Міністерство охорони здоров'я повідомило, що «від 8 % до 26 % школярів у віці 13-16 років пробували наркотики хоча б один раз». Нині наркозалежність помолодшала до 10-11 років. Деякі фахівці у 2013 році вважали, що Україна послідовно прямує до національної катастрофи: кількість наркозалежних зростала в геометричній прогресії.
За дослідженнями МБФ «Альянс громадського здоров'я», оціночна кількість людей, які вживають наркотики ін'єкційно, становить 350 тисяч осіб на 2019 рік, із них 317 тисяч проживають на території, підконтрольній Україні.
Складним і табуйованим в Україні залишається питання жіночої наркозалежності. Як свідчать дослідження, оціночна кількість жінок, які вживають наркотики ін'єкційно, становить понад 115 тисяч осіб.
За свідченнями організацій, що працюють із наркозалежними жінками, найбільш поширеними проблемами є доступ до програм замісної підтримувальної терапії (ЗПТ), зокрема труднощі з транспортом через обмеження у зв'язку із COVID-19; зростання поширеності домашнього насильства, у тому числі через карантин; відсутність надання медичної допомоги та дискримінація медичними працівниками через діагноз «наркозалежність»; незаконне позбавлення батьківських прав; порушення прав працівниками правоохоронних органів тощо.
Особливо гостро в Україні відчуваються проблеми доступу наркозалежних жінок до замісної підтримувальної терапії (ЗПТ), медичної допомоги та у питаннях позбавлення батьківських прав. Наразі непоодинокі випадки, коли органи соціальної опіки забирають дітей, дізнавшись про діагноз «наркозалежність», і це відбувається попри лікування жінки медичними препаратами ЗПТ та повну відмову від наркотиків.
За даними опитування БФ «Надія та Довіра» та Всеукраїнського об'єднання наркозалежних жінок «ВОНА», 75 % наркозалежних жінок в Україні стикаються із дискримінацією. Найбільше опитаних жінок стикались із порушенням своїх прав працівниками Національної поліції України  (41 %), 36 % жінок мали досвід відмови в наданні медичної допомоги у зв'язку з тим, що вживають/вживали наркотики, кожна третя опитана наркозалежна жінка вважає себе жертвою домашнього насильства (психічного, фінансового та фізичного).
Також, згідно із дослідженнями, наркозалежні жінки, а саме ті, які вживають наркотики ін'єкційно, є більш уразливими до ВІЛ, ніж чоловіки тієї самої вікової групи. Жінки імовірніше є фінансово залежними, не мають постійного доходу, зайняті у домашньому господарстві, турбуються про дітей, а «важливі» рішення приймають за участі чоловіка або партнера. Традиційний розподіл обов'язків у сім'ї може бути бар'єром до отримання жінкою медичних послуг, зокрема пов'язаних із ВІЛ, в достатньому обсязі.
Станом на 2021 рік в Україні діють програми, спрямовані на підтримку людей, які живуть із наркозалежністю. Мова йде про програму замісної підтримувальної терапії (ЗПТ) і програми зменшення шкоди (ЗШ). Ці вузькоспрямовані кроки запобігають поширенню ВІЛ і зменшують шкоду, пов'язану із вживанням психоактивних речовин, особливо ін'єкційних наркотиків. Програми фінансуються коштом державного бюджету та реалізуються за підтримки міжнародних донорів.
Також в Україні працює Національна Гаряча Лінія з питань наркозалежності та ЗПТ. Звернутися по допомогу можуть як самі наркозалежні, так і родичі хворих.
Станом на 2021 рік загальна кількість людей, які вживають наркотики, за різними оцінками, може становити понад 1 мільйон людей.[джерело?]